# Archon apollinus
Archon apollinus és una espècie de lepidòpter papilionoïdeu de la família dels papiliònids (Papilionidae) pròpia del sud-est d'Europa i oest i centre d'Àsia.

## Distribució
S'estén pel sud-est d'Europa i oest i centre d'Àsia, concretament a Romania, sud-oest de Bulgària, Grècia, incloent les illes egees de Lesbos, Quios, Samos, Cos i Rodes, Turquia, Síria, Líban, Israel, Jordània, nord d'Iraq, Armènia, nord de l'Iran i Turkmenistan.

## Descripció

### Adult
Envergadura alar entre 54 i 60 mm. Dimorfisme sexual poc aparent. Anvers de l'ala anterior de color blanquinós o grogós, amb dues grans taques negres prop del marge superior i la part externa més fosca. També presenten algunes taques vermelles entre la taca negra més externa i el marge. Anvers de l'ala posterior menys marcada, amb una sèrie de taques vermelles i una altra de blaves prop del marge exterior, ambdues envoltades de negre. Revers semblant a l'anvers.

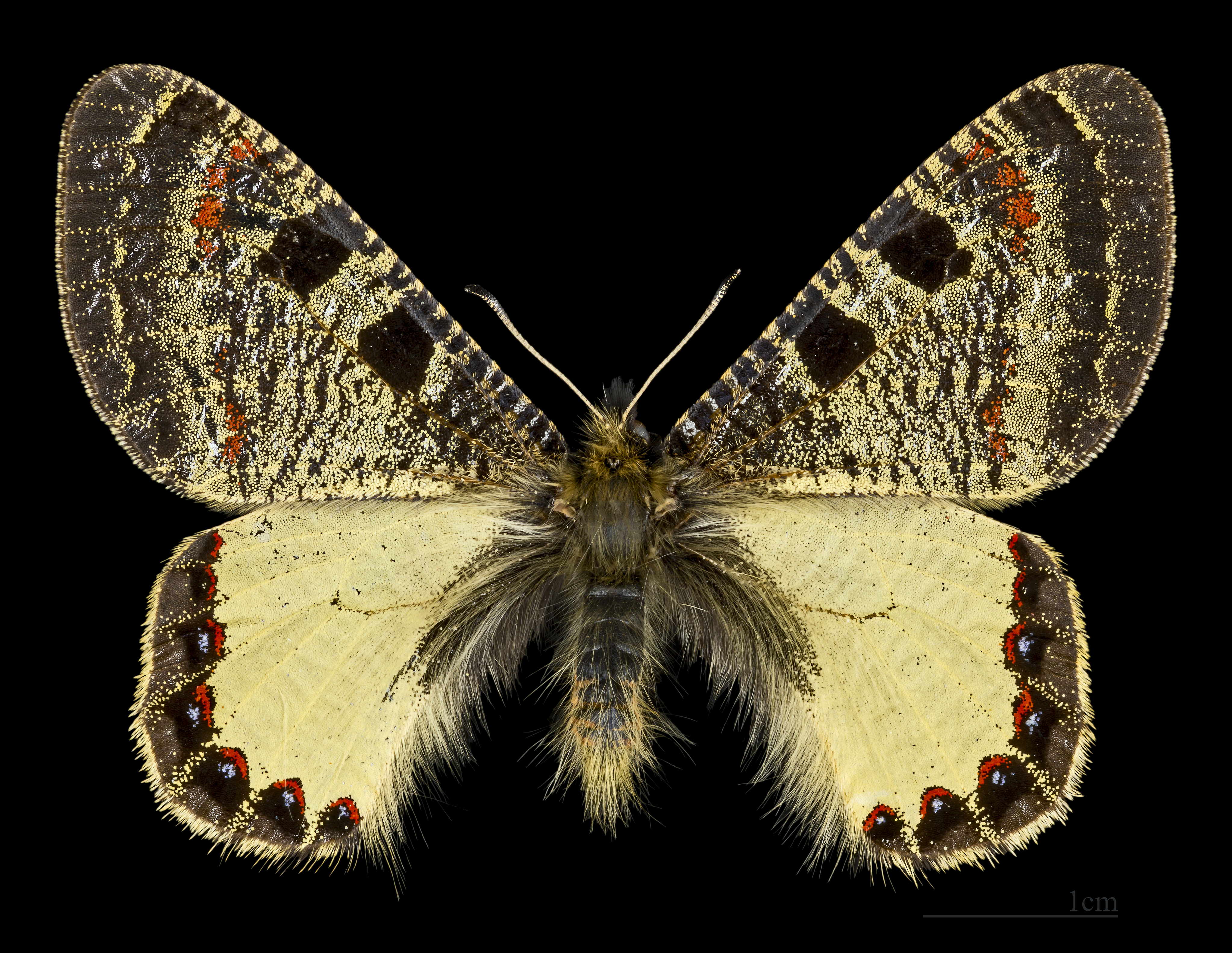
♂
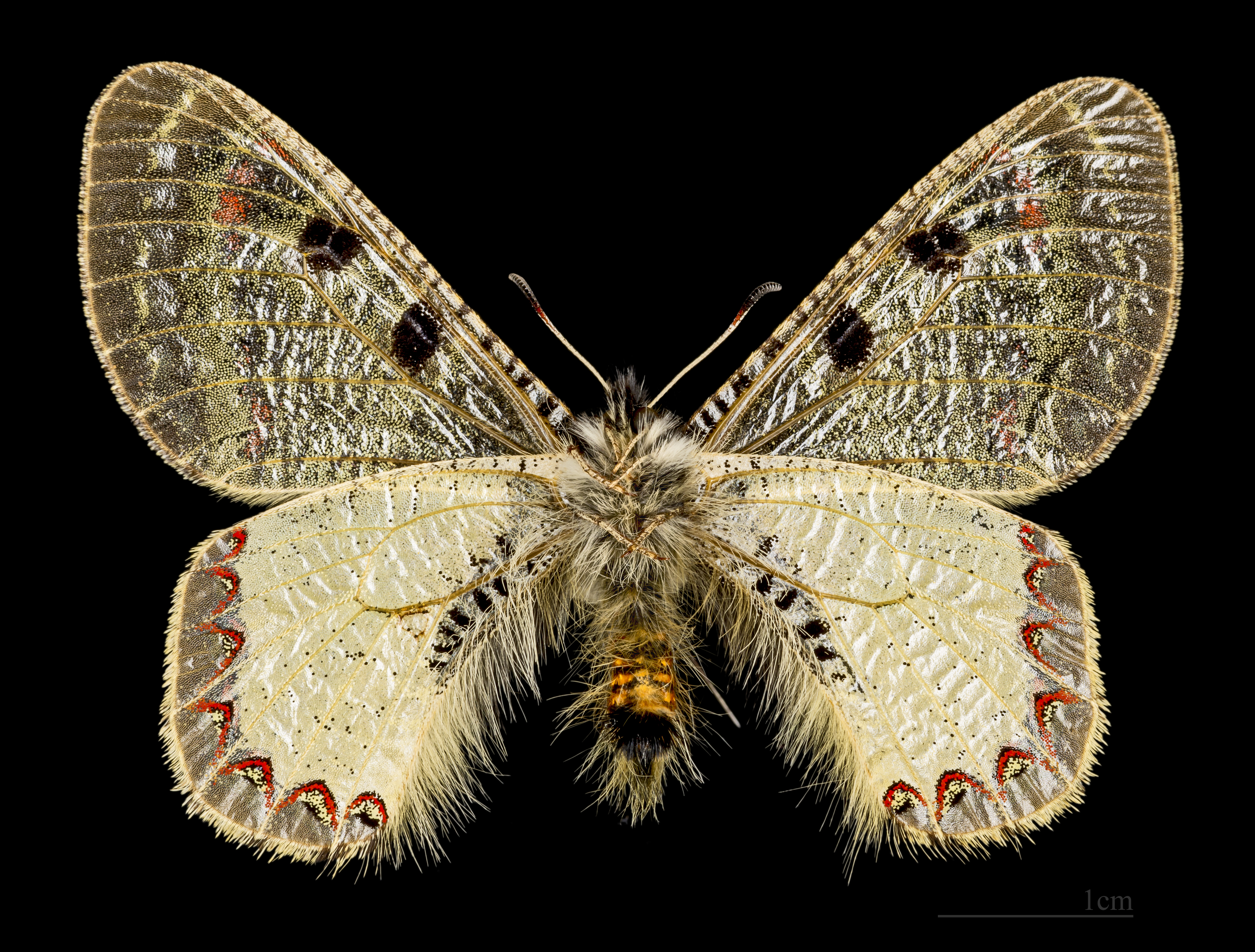
♂ △
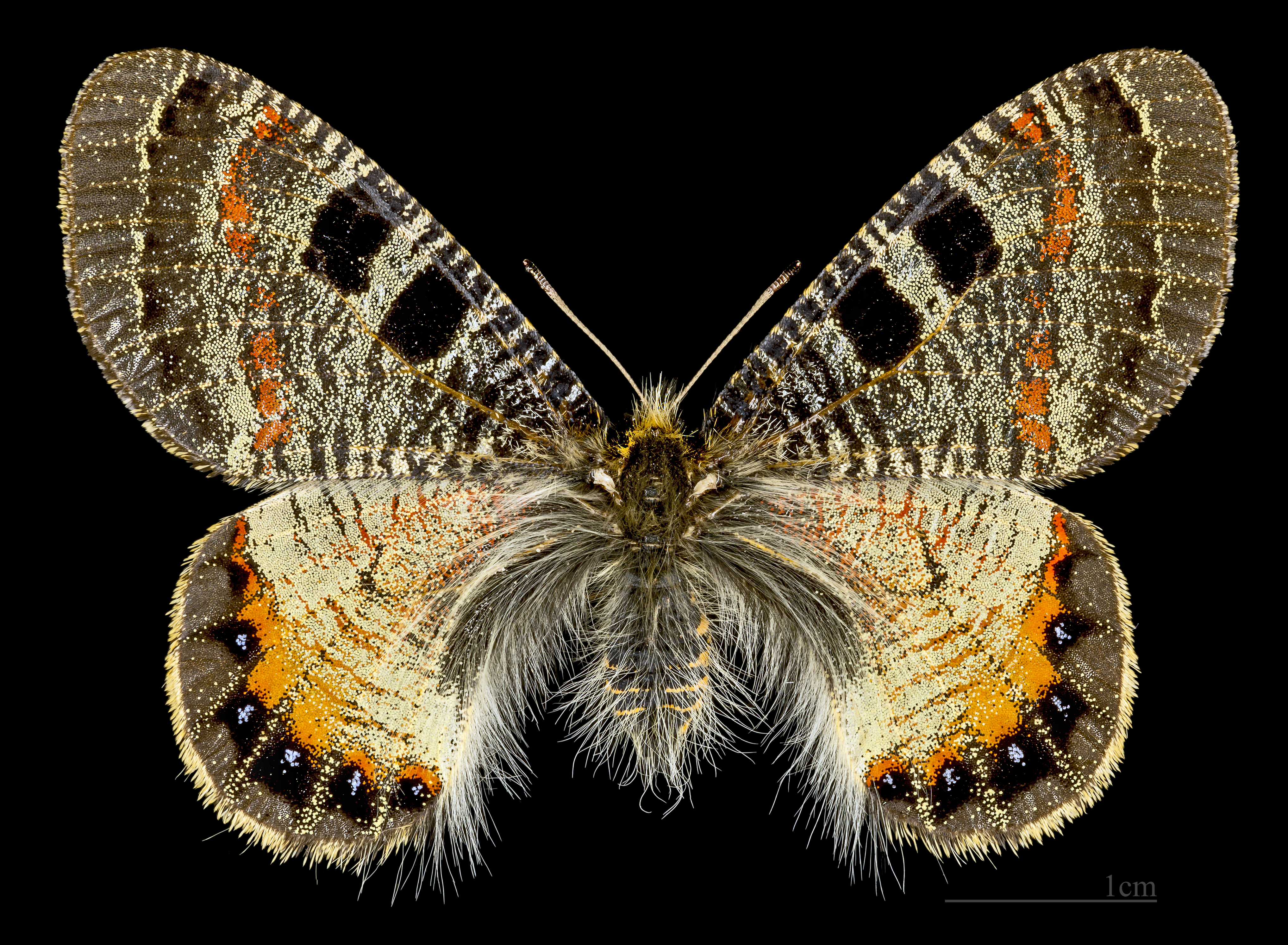
♀
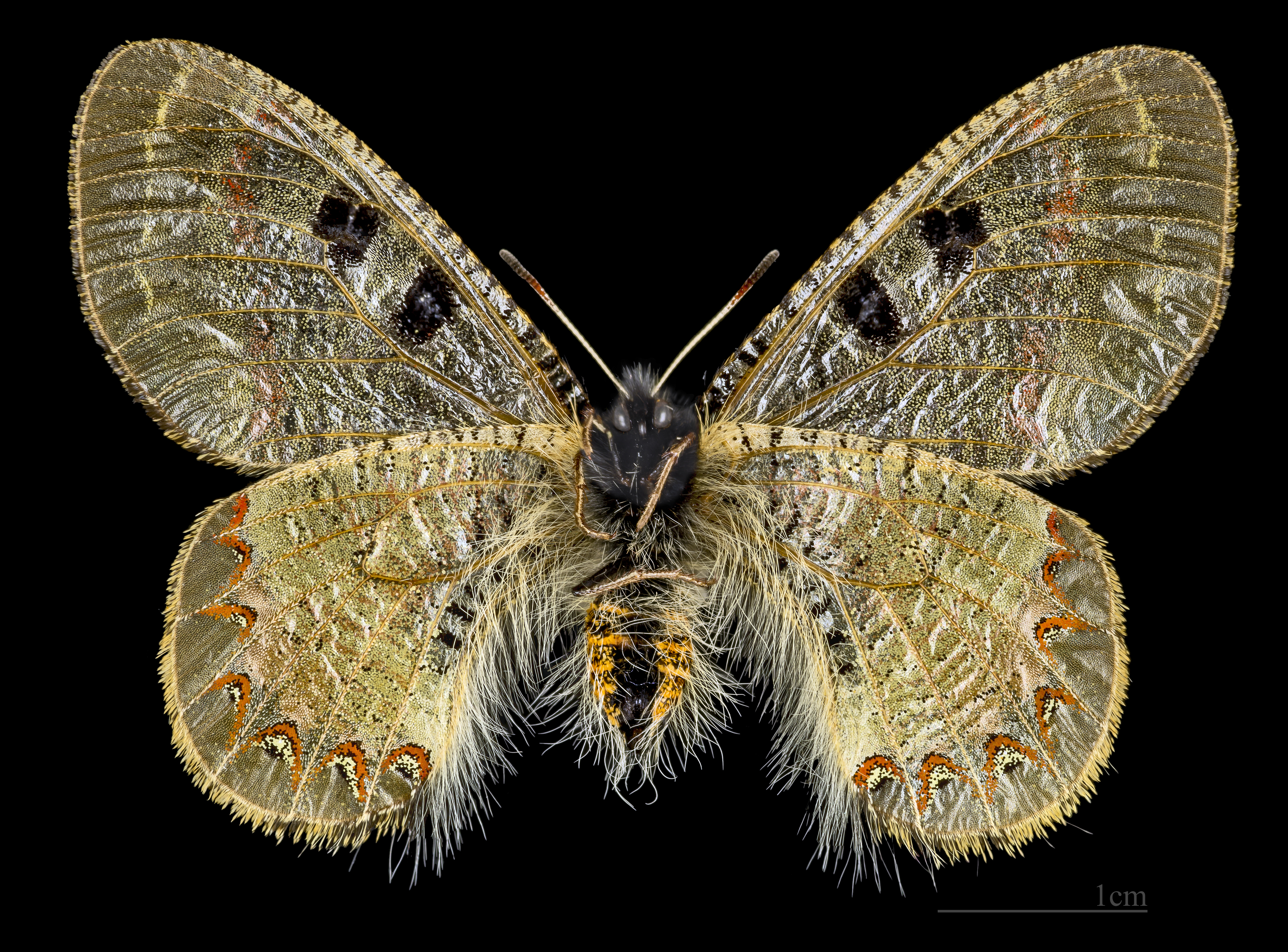
♀ △

### Eruga
L'eruga és de color negre amb taques vermelles.

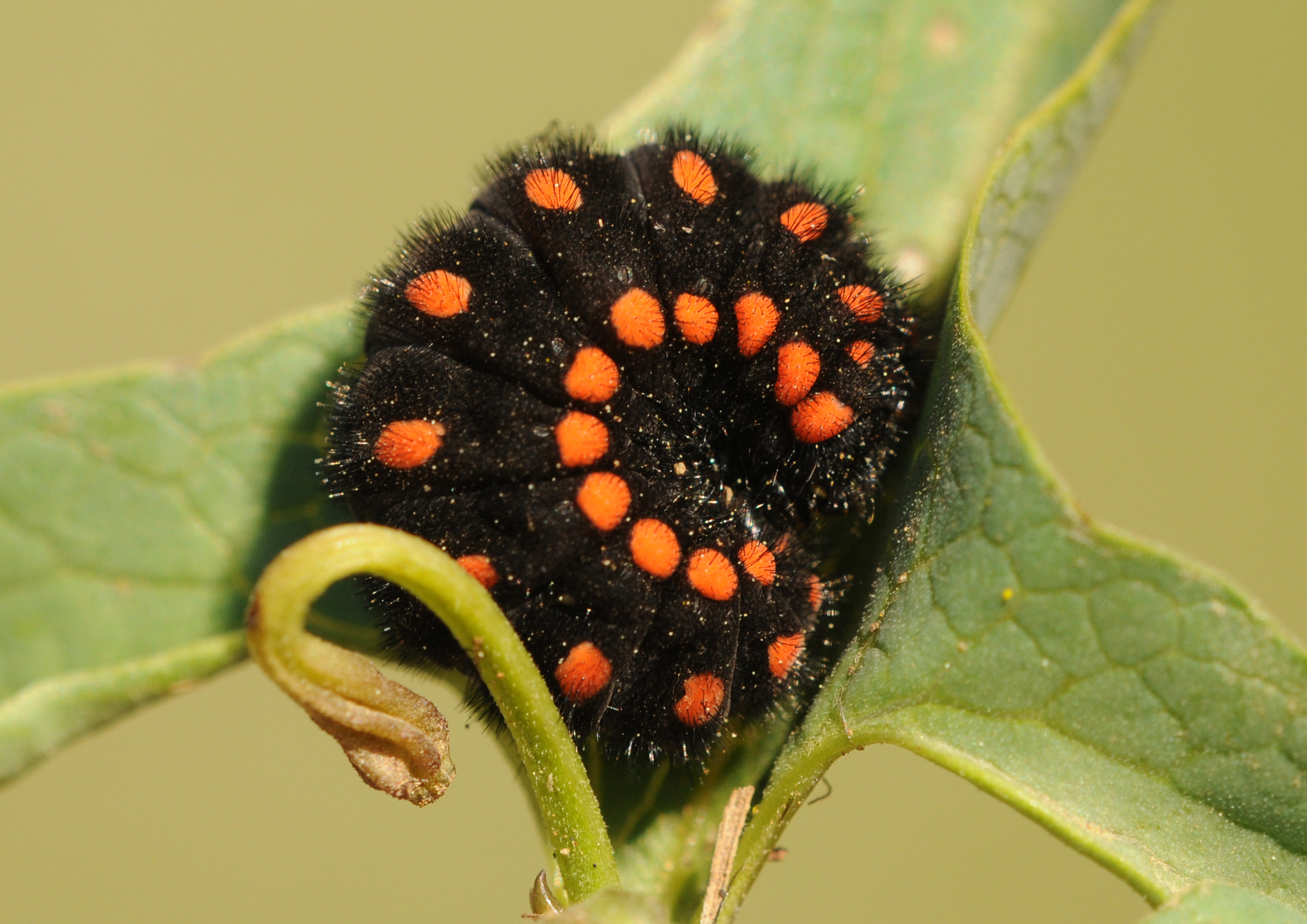
Eruga a Hasanbeyli, Turquia

### Ou
Els ous són de color verd llampant i la femella els pon directament sobre les fulles de la planta nutrícia.

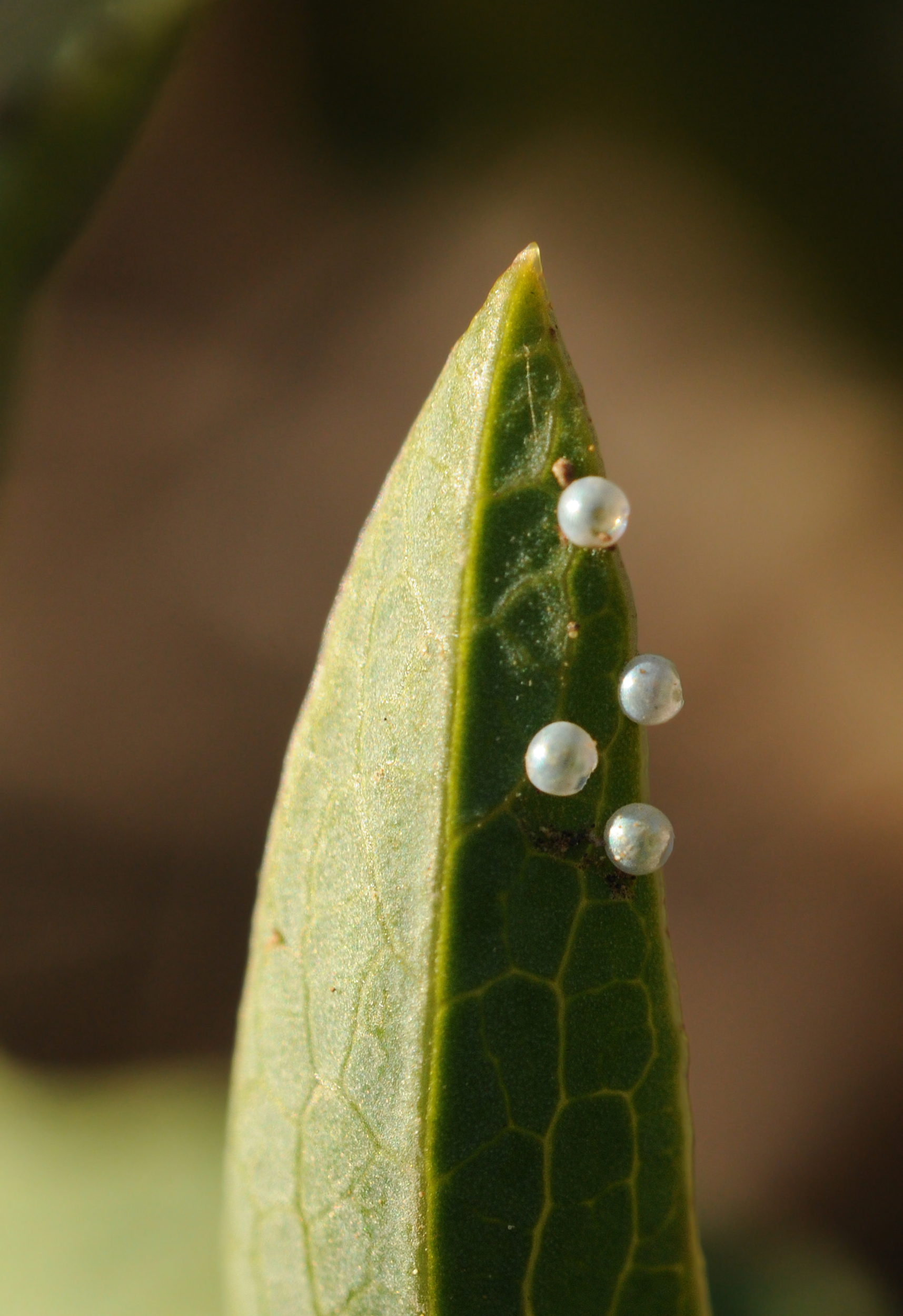
Detall de diversos ous a Hasanbeyli, Turquia

## Hàbitat
Oliverars, vinyes, llocs pedregosos en matollars i boscos oberts. Rang altitudinal des del nivell del mar fins als 1100 m. L'eruga s'alimenta d'espècies del gènere Aristolochia, com ara A. bodamae a les illes de Lesbos i Samos, A. clematitis a Bulgària, i A. guichardii i A. parvifolia a l'illa de Rodes.

## Període de vol i hibernació
Vola en una sola generació entre entre mitjans de març i mitjans d'abril. Hiberna com a crisàlide.

## Comportament
Les erugues s'alimenten en petits grups en els primers estadis de vida. Posteriorment l'eruga forma una mena de "tenda" amb seda que s'enganxa a una fulla de la planta nutrícia. Aquest comportament és únic entre els papiliònids europeus, en tractar-se d'una eruga amb una coloració que adverteix als potencials predadors de la seva perillositat, i per disposar d'un osmeteri que li permet dissuadir-los. Tot i això, la barrera física que suposa aquesta "tenda" de seda sembla que li ofereix certa protecció contra dípters i himenòpters paràsits.

## Conservació
L'ús d'herbicides en plantacions d'oliveres i vinyes, principals hàbitats ocupats per l'espècie, sembla ser el responsable d'importants extincions locals en la seva àrea de distribució.